# Mokkan
Mokkan (jap. 木簡) – japońskie tabliczki drewniane, najczęściej podłużne, liczące przeciętnie 20–30 cm długości, zawierające różnej treści napisy wykonane tuszem.

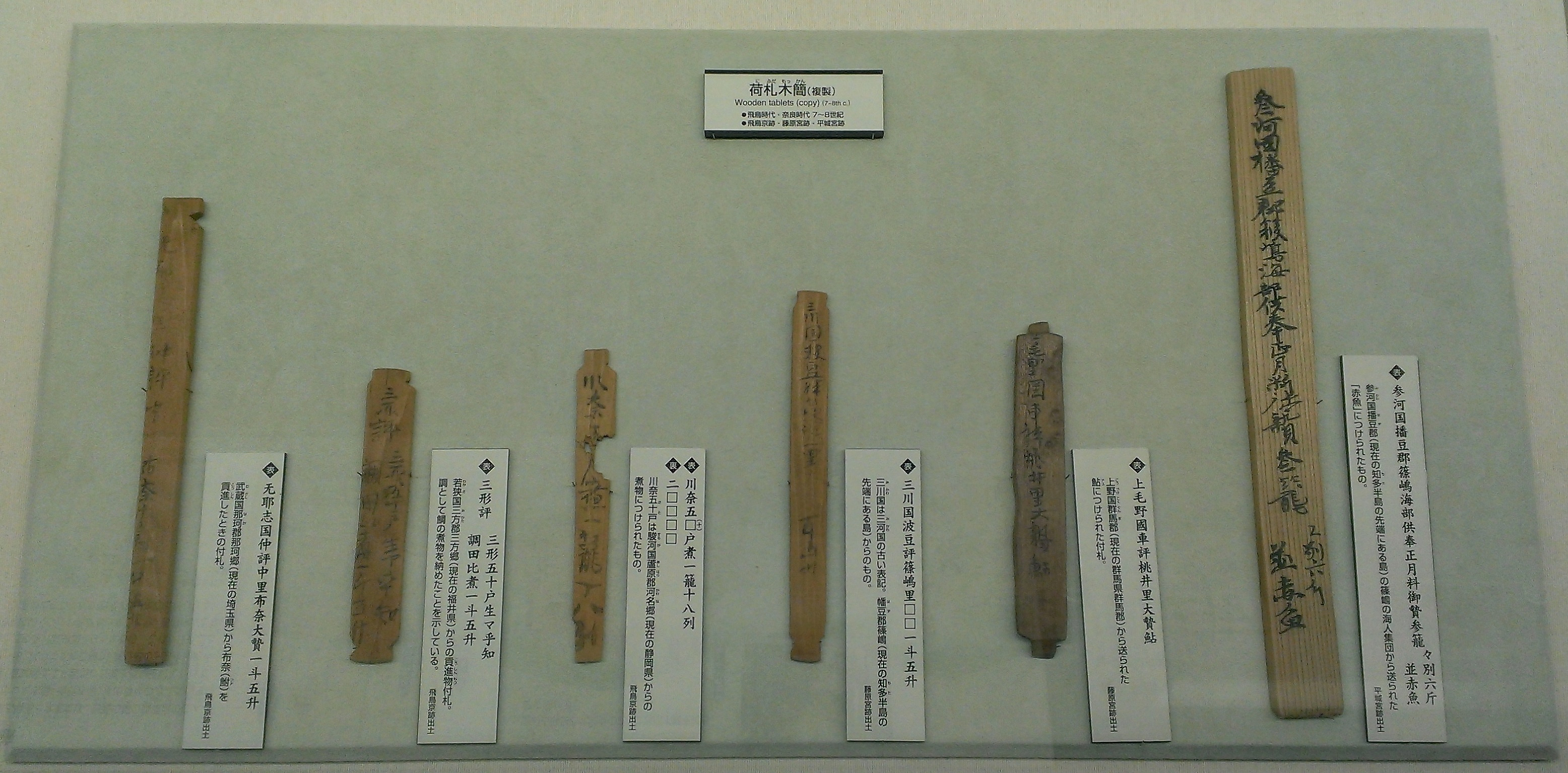
Mokkany (kopie), pochodzące z VII–VIII wieku z wykopalisk w dawnych siedzibach dworu cesarskiego: Asuka-kyō, Fujiwara-kyō i Heijō-kyō

Terminu mokkan używa się tradycyjnie w odniesieniu do tabliczek datowanych na okres od VII do XII wieku, ale liczne podobne znaleziska pochodzą także z czasów późniejszych (do okresu Edo włącznie).

## Zawartość i znaczenie
Mokkany stanowiły jedno ze zwykłych narzędzi pracy ówczesnych urzędników i były tanim, wygodnym, powszechnie dostępnym zastępnikiem drogiego i rzadkiego papieru. W razie potrzeby tusz można było zestrugać, a tabliczek użyć ponownie.
Treść napisów jest bardzo różnorodna, ale najczęściej dotyczą one danin i podatków przesyłanych z prowincji do kolejnych stolic Japonii oraz do urzędów prowincjonalnych (nazwa towaru, ilość, nazwisko nadawcy, miejscowość). Oprócz takich listów przewozowych są również drobne dokumenty i notatki służbowe, zapiski codzienne związane z funkcjonowaniem rezydencji arystokratów, komunikaty, meldunki, wezwania, polecenia, prosta korespondencja. Zdarzają się ponadto mokkany zawierające ćwiczenia kaligraficzne, formuły magiczne i wróżebne, wiersze lub ich fragmenty, a nawet rysunki.
Mokkany przekazują informacje na temat życia materialnego i organizacji politycznej ówczesnej Japonii. Odnosząc się do spraw dnia codziennego, rzucają jednocześnie światło na kwestie geografii, administracji, systemu podatkowego itp. Zawierają bardzo często toponimy, nazwy towarów i produktów, imiona i nazwiska urzędników czy robotników, niekiedy także określenia rang i tytułów.
Tabliczki te są niezmiernie ważnym źródłem badawczym dla historyków i archeologów. Ich odkrycie i odszyfrowanie zmienia czasami diametralnie współczesną wiedzę na temat wczesnych dziejów cesarstwa. Jak ujęła to amerykańska badaczka historii Japonii Joan R. Piggott:

Krótka informacja pozostawiona na kawałku drewna wprowadza niekiedy całkowicie nowe spojrzenie na dotąd przyjmowane interpretacje historyków lub też stawia przed nimi intrygujące wyzwania.

W przeciwieństwie do większości dokumentów spisanych na papierze nie miały być one oficjalną relacją najważniejszych zdarzeń, nie ulegały więc wielokrotnym redakcjom, przepisywaniu i kopiowaniu w ciągu stuleci. Stąd też ich ogromna wartość naukowa jako zabytków oryginalnych.
Mokkany stanowią także obiekt zainteresowania językoznawców specjalizujących się w najstarszych etapach rozwoju języka japońskiego.

## Ważniejsze znaleziska
Najstarsze odkryte mokkany pochodzą z pierwszej połowy VII wieku. Ich ogólna liczba przekracza 160 tysięcy, a pochodzą one z ok. 250 stanowisk archeologicznych w Japonii (dane z lat dziewięćdziesiątych). Do najważniejszych znalezisk zaliczyć można:
- odkrycie pierwszych mokkanów w 1928 roku w prefekturze Mie oraz w 1930 roku w zamku Akita
- pierwsze znaczących rozmiarów znalezisko, wykopane w roku 1961 na terenie pałacu cesarskiego w Heijō-kyō (Nara)
- odkrycie ok. 35 tysięcy mokkanów z lat 711-716, dokonane w 1988 roku w dawnej rezydencji księcia Nagayi (Nagaya-ō 長屋王, 684-729) przy Drugiej Alei (Nijō ōji 二条大路) w Narze, które liczebnie o rząd wielkości przekroczyło wszelkie poprzednie[2]
- znalezienie dotychczas najstarszych mokkanów, datowanych na początek i pierwszą połowę VII wieku, w roku 1990 w mieście Sakurai (prefektura Nara)